# Piera
41°31′20″B 1°44′58″Đ / 41,52222°B 1,74944°Đ
Piera là một đô thị trong comarca Anoia, Catalonia, Tây Ban Nha.

## Các khu vực bên trong
Piera gồm vài làng (barris)

### Cácbarriscũ
- El Bedorc (237)
- Ca n'Aguilera (161)
- Can Cairot (28)
- Can Creixell (2)
- La Fortesa (57)
- San Jaume Sesoliveres (213)

### Cácbarrismới
- Bosc de l'Àliga (88)
- Can Bonastre (490)
- Can Bou (93)
- Can Canals (602)
- Can Claramunt (494)
- Can Martí (222)
- Can Mas (427)
- Can Mata (166)
- Castell de la Ventosa (51)
- La Grua (20)
- Vallbonica (26)
- La Venta i Can Musarro (138)

## Biến động dân số
| 1900 | 1930 | 1950 | 1970 | 1986 | 2007   |
| ---- | ---- | ---- | ---- | ---- | ------ |
| 2663 | 3474 | 3334 | 3813 | 5215 | 13.652 |